# 제15회 모스크바 국제 영화제
제15회 모스크바 국제 영화제는 1987년 7월 6일부터 7월 17일까지 열린 시상식이다. 황금상은 페데리코 펠리니 감독의 이탈리아 영화 '인터뷰 (1987년 영화)'에 돌아갔다.

## 수상 및 후보

### 월드시네마 공로상
- 병사의 낙원 - 프란시스 포드 코폴라 수상